# Associazione Sportiva Dilettantistica Giulianova
Maillots
L'Associazione Sportiva Dilettantistica Giulianova est un club italien de football. Il est basé à Giulianova dans la province de Teramo et évolue en 2021-2022 en Eccellenza (D5 italienne).

## Historique

Ancien logo du club

- 1924 - fondation du club sous le nom de Società Sportiva Giuliese

## Palmarès
- 1 championnat de Serie C2 : 1979-80
- 1 championnat de Serie D : 1970-71